# Nikhef
Le Nikhef est l'institut national néerlandais de physique subatomique, qui effectue des recherches en physique des particules et en physique des astroparticules. Il est entre autres partenaire de recherche de l'institut du CERN en Suisse et membre de l'Observatoire gravitationnel européen. Nikhef est une collaboration entre le Conseil néerlandais de la recherche (NWO), l'Université d'Amsterdam, la Vrije Universiteit Amsterdam, l'Université Radboud, l'Université de Groningue, l'Université de Maastricht et l'Université d'Utrecht. Son directeur actuel est Stan Bentvelsen. Le Nikhef est situé au parc scientifique d'Amsterdam à Watergraafsmeer aux Pays-Bas.
NIKHEF est l'acronyme de Nationaal Instituut voor Kernfysica en Hoge-Energiefysica (Institut national de physique nucléaire et des hautes énergies). Cet acronyme n'est plus utilisé et le nom a été changé en Nationaal instituut voor subatomaire fysica (Institut national de physique subatomique). Le nom Nikhef est conservé pour maintenir la reconnaissance du nom (conservant seulement le N en majuscule). 
Le Nikhef a hébergé le troisième site Web au monde, à partir de février 1992. Il fait aussi partie de l'une des huit colocations de l'Amsterdam Internet Exchange,.   Stan Bentvelsen est le directeur du Nikhef depuis le 1er décembre 2014. Il sera remplacé à la fin de son mandat fin 2024 par Jorgen D’Hondt. 